# بول نويل
بول نويل (بالإنجليزية: Paul Noel)‏ مواليد 04 أغسطس 1924 في ميدواي - الوفاة 16 نوفمبر 2005، كان لاعب كرة سلة أمريكي. بدأ مسيرته الاحترافية في سنة 1947. بلغ طوله 6 قدم 4 بوصة (1.9 م). اعتزل اللعب في 1952. فاز بلقب دوري إن بي إيه. لعب مع نيويورك نيكس وسكرامنتو كينغز.

## روابط خارجية
- بول نويل على موقع إن بي أي (الإنجليزية)
- بول نويل على موقع سبورتس رفرنس (الإنجليزية)
- بول نويل على موقع ريلجم (الإنجليزية)
- بول نويل على موقع بروبوليرز (الإنجليزية)